# Завьяловское сельское поселение (Омская область)
Завьяловское сельское поселение — сельское поселение в Знаменском районе Омской области.
Административный центр — село Завьялово (с. Завьялово. Телефон 8(38179)32-5-84)

## Административное деление
| статус  | населённый пункт | год основания |
| ------- | ---------------- | ------------- |
| село    | Завья́лово        | 1730          |
| деревня | Авя́к             | 1730          |
| деревня | Боя́ркино         | 1840          |
| деревня | Поля́ки           | 1885          |
| деревня | Слобода́          | 1600          |

## Население
Количество населения на 2010 год составляет 1567 человек:
- Завьялово — 911 чел. (429 м — 482 ж)
- Слобода — 374 чел. (176 м — 198 ж)
- Авяк — 279 чел. (132 м — 147 ж)
- Поляки — 2 чел. (2 м — 0 ж)
- Бояркино — 1 чел. (1 м — 0 ж)